# Гимн Ямайки

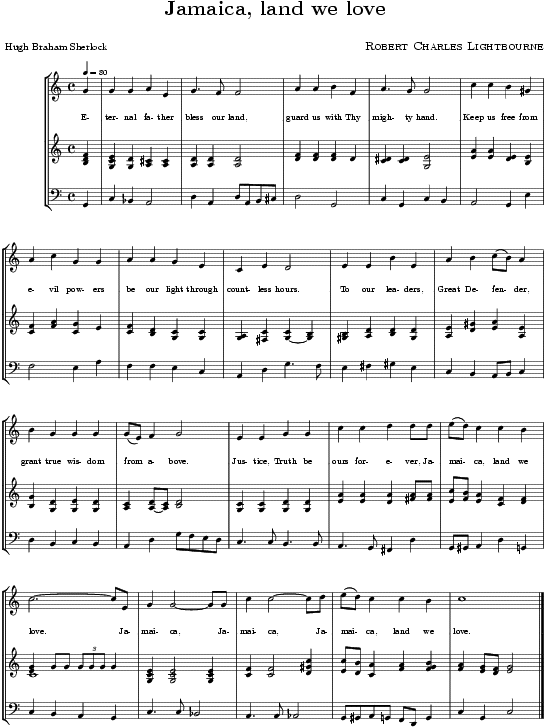

«Jamaica, Land We Love» — государственный гимн Ямайки. Слова написаны Хью Шерлоком, музыка Робертом Лайтборном в 1962 году после провозглашения независимости. Музыка и слова были созданы отдельно, а затем объединении Полом Маплетофтом и представленные Комитета по выбору гимна, где он и был избран в конкурсе на лучший государственный гимн.

## Текст гимна
Eternal Father bless our land

Guard us with Thy mighty hand.

Keep us free from evil powers

Be our light through countless hours

To our leaders, Great Defender,

Grant true wisdom from above,

Justice, truth, be ours forever,

Jamaica Land we love.

Jamaica, Jamaica, Jamaica

Land we love.
Teach us true respect for all

Stir response to duty's call.

Strengthen us the weak to cherish

Give us vision lest we perish

Knowledge send us Heavenly Father

Grant true wisdom from above,

Justice, truth, be ours forever

Jamaica Land we love.

Jamaica, Jamaica, Jamaica

Land we love.